# Der Saardeutsche
Der Saardeutsche, Untertitel: Politische Wochenschrift für die schaffenden Stände in Stadt und Land, war eine nationalsozialistische Wochenzeitung im Saargebiet, die von Anfang 1925 bis Mitte 1926 erschien.

## Geschichte
Der Saardeutsche wurde erstmals Anfang 1925 von dem NSDAP-Gauinspektor Wolfgang Bergemann herausgegeben, der auch als Chefredakteur verantwortlich war. Das Blatt war als Folgezeitung der Deutschen Saarzeitung konzipiert, die ab 1925 als Parteiorgan der DNVP diente. Im Gegensatz zu ihrem Vorläufer lag Der Saardeutsche am Kiosk aus und konnte seine Auflage verzehnfachen. Die Redaktion befand sich in der Provinzialstraße 102 in Brebach. Der Druck erfolgte in der Druckerei Eduard Haupt, ebenfalls in Brebach.
Die Zeitung war völkisch, nationalsozialistisch und auch aggressiv antisemitisch ausgerichtet. Die Regierungskommission des Saargebietes, deren Mitglieder oft Opfer der Attacken der Zeitung waren, verbot die Zeitung am 27. August 1925. Das Verbot hatte jedoch nur wenige Wochen Bestand. Im Mai 1926 wurde Bergemann als Chefredakteur abgesetzt und durch NSDAP-Gauleiter Walter Jung ersetzt. Im Juni 1926 wurde das Blatt aus unbekannten Gründen eingestellt. Jung wechselte als Redakteur zum Völkischen Beobachter.

## Beilage
Ab März 1925 erschien Der deutsche Saarbergmann als Beilage. Das ebenfalls von Bergemann herausgegebene Blatt richtete sich an „die im französisch verwalteten Bergbau arbeitenden Bergleute. Themen aus der Arbeitswelt – besonders über die französische Herrschaft auf den Saargruben – rangierten neben antisemitischen Hetzartikeln und Artikelserien.“